# Påterud
Påterud ist ein Weiler in der Gemeinde Eda in Värmlands län in Schweden. Påterud liegt rund 25 km südwestlich von Charlottenberg, dem Hauptort der Gemeinde. 
Der Ort liegt circa 6 km von der Grenze zu Norwegen entfernt.
Der Ort liegt in hügeliger, waldreicher Landschaft. In der näheren Umgebung befinden sich zahlreiche Seen, Teiche und Sumpfgebiete. Circa 500 m östlich von Påterud fließt der Kölaälven. Durch den Ort führt der Länsväg S 622.